# حزب التنمية الاقتصادية والتضامن
حزب التنمية الاقتصادية والتضامن (بالفرنسية: Parti pour le Développement Economique et la Solidarité)‏ هو حزب سياسي في مالي بقيادة حامد ديان سيميجا.

## التاريخ
تأسس الحزب في 17 يوليو 2010 من قبل أنصار الرئيس أمادو توماني توري،  وتم تسجيله رسميًا في 14 سبتمبر. وكان نائب رئيس الحزب جميل بيطار مرشح الحزب في انتخابات 2013 الرئاسية. احتل المركز التاسع في الجولة الأولى.
في الانتخابات البرلمانية 2013 فاز الحزب بثلاثة مقاعد.

## روابط خارجية
- صفحة الفيسبوك